# Ursaria
Ursaria es una banda de música folk madrileña reunida en 2017 por el multiinstumentista procedente del grupo La Bojiganga, Ismael Clemente (Percusión tradicional, cuerdas,  vientos y voz) y que cuenta con Sonia Loaysa procedente del mismo grupo, tocando sobre todo el acordeón, pero también el rabel o la percusión tradicional y con Daniel Martín, que interpreta cuerdas, vientos, percusión y ambos acompañan en los coros. A finales de 2024 la banda anuncia en sus redes sociales cambios en su formación, que pasa de estar conformada como trío a ser un quinteto: abandona el grupo Daniel y le sustituye Juanfran Ballesteros, además se incorporan Francis García tocando el bajo y Sara González Diges que toca percusión tradicional.
La propuesta de Ursaria es una reivindicación de lo que es tradicional en Madrid tanto en su entorno urbano como rural, que está detrás de una suerte búsqueda frustrada de la identidad propia.y  Para ello la búsqueda de ritmos y sones nativos de Madrid y la música resultado de su trabajo es siempre acompañada de historias narradas en directo o escritas por Ismael en libros que acompañan a cada disco.
Desde 2018 han participado y participan en festivales por toda la geografía española: Poborina, Cita Folk, Caminos de Música, Demanda Folk, Itinera, Parapanda, Pozoblanco, Caminos de música, Folkfest de Murcia, Cuca 4 Caminos, Ciudad Bailar, Folk Segovia o Cartagena Folk entre otros.
Ismael explica que el nombre adoptado por la banda, Ursaria, procede de la Edad Media y hace referencia al oso del escudo madrileño, que en la tradición fundacional es una referencia astronómica de la Osa Mayor. Se utiliza como seudónimo para referirse a Madrid.

## Discografía

### Álbumes de estudio
- Compendio para entidades alienígenas (2019)[9] 18 temas, 59 minutos. Libro: 336 páginas, ISBN 978-84-09-08731-0
- Sexo, churros y espiritismo (2022)[10] 14 temas, 59 minutos. Libro: 506 páginas, ISBN 978-84-09-44344-4

### Sencillos
- Siete Bueyes (2019)
- Seguidillas de Barajas (2019)
- La Machina (2022)
- Puente de los Franceses (2022)
- Barrio de las Maravillas (2022)
- Jota de los Ratas (2022)
- La Gandalla (2022)

## Integrantes
- Ismael Clemente - Percusión tradicional, cuerdas,  vientos y voz (desde 2017).
- Sonia Loaysa -  Acordeón, rabel y percusión tradicional (desde 2017).
- Daniel Martín -  Vientos, cuerdas y percusión tradicional (2017-2024).
- Francis García - Bajo (desde 2024).
- Sara González Diges - Percusión tradicional (desde 2024).
- Juanfran Ballesteros - Vientos y cuerdas, sustituyendo a Daniel Martín (desde 2024).